# Drive (Alan Jackson)
When Somebody Loves You è un album in studio del cantante di musica country statunitense Alan Jackson, pubblicato nel 2002.

## Tracce
1. Drive (For Daddy Gene) – 4:02 (Jackson)
2. A Little Bluer Than That – 2:54 (Mark Irwin, Irene Kelley)
3. Bring On the Night – 4:04 (Jackson, Charlie Craig, Keith Stegall)
4. Work in Progress – 4:07 (Jackson)
5. The Sounds – 3:23 (Jackson)
6. Designated Drinker (duetto con George Strait) – 3:52 (Jackson)
7. Where Were You (When the World Stopped Turning) – 5:06 (Jackson)
8. That'd Be Alright – 3:41 (Tim Nichols, Mark D. Sanders, Tia Sillers)
9. Once in a Lifetime Love – 3:25 (Jackson)
10. When Love Comes Around – 3:07 (Jackson)
11. I Slipped and Fell in Love – 2:55 (Harley Allen, John Wiggins)
12. First Love – 3:14 (Jackson)
13. Where Were You (When the World Stopped Turning) (Live from the 35th Annual CMA Awards, spoken intro by Vince Gill) – 5:47 (Jackson)